# Осипов, Георгий Иванович
Георгий Иванович Осипов (8 апреля 1906 года, Тверь, Российская империя — 18 апреля 1980 года, Москва, СССР) — советский партийный и государственный деятель.

## Биография
Родился 8 апреля 1906 года в городе Твери. Русский.
В 1920—1928 годах служил в РККА, участник Гражданской войны в России. Член ВКП(б) с 1927 года. В 1942—1943 годах был слушателем Высшей школы партийных организаторов при ЦК ВКП(б), в 1959 году окончил окончил Высшую партийную школу при ЦК КПСС (заочно).
Послужной список Г. И. Осипова:
- в 1928—1931 годах находился на советской работе;
- в 1931—1933 годах — на партийной работе;
- 1933—1939 годах работал в Политическом отделе совхоза (Дальневосточный край), затем был 1-м секретарём Красноармейского районного комитета ВКП(б) (Приморская область);
- в 1939—1942 годах — 2-й секретарь Уссурийского областного комитета ВКП(б);
- в 1943—1947 годах — ответственный организатор Управления кадров ЦК ВКП(б) и инспектор Управления кадров ЦК ВКП(б);
- с ноября 1947 года по 25 декабря 1948 года — 2-й секретарь Коми областного комитета ВКП(б);
- в период с 25.12.1948 по 23.3.1957 годов — 1-й секретарь Коми областного комитета ВКП(б)-КПСС;[1]
- с 14.10.1952 по 17.10.1961 — член Центральной Ревизионной Комиссии КПСС;
- с января 1958 года по 3 марта 1968 года — 1-й секретарь Мордовского областного комитета КПСС;[2]
- с 31.10.1961 по 30.3.1971 годов был кандидатом в члены ЦК КПСС;
- с 1968 года по 18 апреля 1980 года (день смерти) — член Комитета партийного контроля при ЦК КПСС.

Г. И. Осипов был делегатом нескольких съездов КПСС и депутатом Верховного Совета СССР c 3 по 7 созыв включительно.
Умер 18 апреля 1980 года в Москве. Похоронен на Новодевичьем кладбище (9 участок, 6 ряд).

## Награды
- два ордена Ленина (в т.ч. 07.04.1956)
- орден Отечественной войны 2-й степени
- медали